# 宮城県矢本高等学校
宮城県矢本高等学校（みやぎけんやもとこうとうがっこう）とは、宮城県東松島市にあった県立の高等学校である。
2005年から生徒募集を停止し、全日制課程は2007年3月を以って閉講となり、定時制課程最終学年の生徒が卒業した2008年3月に閉校した。
　

## 設置されていた学科（生徒募集停止時）
- 全日制
  - 普通科（女子）
- 定時制
  - 普通科（男女共学）

## 沿革
- 1948年（昭和23年） - 宮城県石巻高等学校矢本分校として開校（定時制課程普通科:男子、同課程家庭科:女子）
- 1952年（昭和27年） - 宮城県矢本高等学校（矢本町立）として独立認可
- 1959年（昭和34年） - 定時制課程土木科（男子）設置
- 1963年（昭和38年） - 全日制課程（女子）設立認可、定時制課程土木科・家庭科生徒募集停止
- 1964年（昭和39年） - 現在の校地に移転
- 1971年（昭和46年） - 宮城県に移管
- 2000年（平成12年） - 定時制課程普通科の女子生徒募集開始
- 2005年（平成17年） - 校地内に宮城県東松島高等学校が開校したことに伴い、全日制・定時制とも生徒募集停止。閉校まで在校生は転籍せず在籍し、校舎を東松島高と共有。
- 2007年（平成19年） - 全日制課程閉講
- 2008年（平成20年） - 閉校

## 所在地
- 東松島市矢本字上河戸16